# Premios Lucie
Los Premios Lucie (en inglés: Lucie Awards) son un acontecimiento anual que valora los logros realizados en fotografía, Hossein Farmani los fundó en 2003.
Se otorgan en una ceremonia de gala anual para premiar a fotógrafos y sus creaciones fotográficas. Está organizada por la Fundación Lucie que es una organización benéfica sin ánimo de lucro. A ella, se traen fotógrafos invitados de todo el mundo que homenajean a sus colegas. Cada año, el Consejo Consultivo nomina a fotógrafos por sus contribuciones a la fotografía a través de una variedad de categorías. Una vez que los nombramientos son firmes, se anuncian meses antes de los Lucie.
Además de homenajear a los fotógrafos ofrece una serie de Premios anuales llamados los International Photography Awards (IPA), ofreciendo un listado de ganadores y finalistas en diferentes facetas. Los Premios son de 22500 dólares en efectivo en cuatro títulos diferentes: Fotógrafo Internacional del año (se da a un profesional); Fotógrafo revelación del año (se da a un no profesional); Fotógrafo con mejor perspectiva del año (a quien se otorga puede ser profesional o no) y Fotógrafo de Imagen en Movimiento del año (profesional o no).
Consisten en estatuas que se adjudican a fotógrafos en varias categorías diferentes: Editor de Libro Fotográfico del año, Imagen de la Campaña Publicitaria del año, Diseño de Moda del año, Editor de la Imagen del año, Curador/Exposición del año y Revista de Fotografía del año. 
La semana que culmina con estos Premios presenta exposiciones y charlas de diversos artistas en la ciudad de Nueva York. Una destacada es la "Mejor Exposición" anual de los "Premios Internacionales anuales de Fotografía", donde se muestran las 45 imágenes ganadoras de la competición de cada año, seleccionadas por un comisario diferente cada año.

## Historia
En el año 2003, su año inaugural, la ceremonia se realizó en Los Ángeles. Después, fue trasladada a la ciudad de Nueva York, donde se expuso en el American Airlines Theatre, en el Lincoln Centery el Carnegie Hall.

## Premiados

### 2003
- Henri Cartier-Bresson - Reconocimiento al trabajo de una vida
- Robert Evans - Premio al visionario
- Phil Borges - Premio humanitario
- Ruth Bernhard - Creación en Bellas Artes
- William Claxton - Creación en Música
- Mary Ellen Mark - Creación en Documental[10]
- Steve McCurry - Creación en Fotoperiodismo
- Douglas Kirkland - Creación en Entretenimiento
- Melvin Sokolsky - Creación en Moda
- Tim Street-Porter - Creación en Arquitectura
- Phil Stern - Creación en instantánea para película de cine
- Annie Leibovitz - Mujer en Premios de Fotografía
- Gene Trindl - Creación en Retrato
- RJ Muna - Creación en Publicidad

### 2004
- Gordon Parks - Reconocimiento al trabajo de una vida
- Sebastião Salgado - Premio humanitario
- Cornell Capa -Premio al visionario
- Arthur Leipzig - Creación en Bellas Artes
- James Nachtwey - Creación en Fotoperiodismo
- Sylvia Plachy - Mujeres en Premios de Fotografía
- Julius Shulman - Creación en Arquitectura
- Jim Marshall - Creación en Música
- Bruce Davidson - Creación en Documental
- Bert Stern - Creación en Entretenimiento
- Lillian Bassman - Creación en Moda
- Arnold Newman - Creación en Retrato
- Jay Maisel - Creación en Publicidad
- Walter Iooss - Creación en Deportes
- Bob Willoughby - Creación en instantánea para película de cine

### 2005
- William Klein - Reconocimiento al trabajo de una vida
- Harry Benson - Creación en Retrato
- Larry Clark - Creación en Documental
- Lucien Clergue - Creación en Bellas Artes
- Hiro - Creación en Publicidad
- Antonin Kratochvil - Creación en Fotoperiodismo
- Peter Lindbergh - Creación en Moda
- Ozzie Sweet - Creación en Deportes
- Zana Briski - Premio humanitario

### 2006
- David Bailey - Creación en Moda
- Eikoh Hosoe - Premio al visionario
- Neil Leifer - Creación en Deportes
- Roger Mayne - Creación en Documental
- Duane Michals - Creación en Retrato
- Sarah Moon - Creación en Bellas Artes
- Marc Riboud - Creación en Fotoperiodismo
- Willy Ronis - Reconocimiento al trabajo de una vida
- Albert Watson - Creación en Publicidad

### 2007
- Elliott Erwitt - Reconocimiento al trabajo de una vida
- Ralph Gibson - Creación en Bellas Artes
- Philip Jones Griffiths - Creación en Fotoperiodismo
- Kenro Izu - Premio al visionario
- Heinz Kluetmeier - Creación en Deportes
- Eugene Richards - Creación en Documental
- Anthony Armstrong-Jones - Creación en Retrato
- Deborah Turbeville - Creación en Moda
- Howard Zieff - Creación en Publicidad
- Agencia Magnum - Premio destacado

### 2008
- Gianni Berengo Gardin - Reconocimiento al trabajo de una vida
- Richard Misrach - Creación en Bellas Artes
- Susan Meiselas - Creación en Fotoperiodismo
- Sara Terry y The Aftermath Project - Premio humanitario
- John Iacono - Creación en Deportes
- Josef Koudelka - Creación en Documental
- Herman Leonard - Creación en Retrato
- Patrick Demarchelier - Creación en Moda
- Erwin Olaf - Creación en Publicidad
- Visa pour l'Image - Premio destacado

### 2009
- Gilles Peress - Creación en Fotoperiodismo
- Marvin Newman - Creación en Deportes
- Ara Güler - Reconocimiento al trabajo de una vida
- Jean-Paul Goude - Creación en Moda
- Mark Seliger - Creación en Retrato
- Reza Deghati - Creación en Documental
- Eugene Smith Memorial Fund - Premio destacado

### 2010
- Tina Barney - Creación en Retrato
- Howard Bingham - Creación en Fotoperiodismo
- James Drake - Creación en Deportes
- David Goldblatt - Reconocimiento al trabajo de una vida
- Graciela Iturbide - Creación en Bellas Artes
- Michael Nyman - Premio a la Doble Exposición
- Lee Tanner - Creación en Documental
- The Eddie Adams Workshop - Premio al visionario
- Center for Photography at Woodstock - Premio destacado

### 2011
- Dawoud Bey - Creación en Retrato
- Bill Eppridge - Creación en Fotoperiodismo
- Rich Clarkson - Creación en Deportes
- Nobuyoshi Araki - Creación en Bellas Artes
- Eli Reed - Creación en Documental
- Nancy McGirr - Premio humanitario
- The International Center of Photography - Premio destacado

### 2012
- Greg Gorman - Creación en Retrato
- David Burnett - Creación en Fotoperiodismo
- John Biever - Creación en Deportes
- Joel Meyerowitz - Reconocimiento al trabajo de una vida
- Tod Papageorge - Creación en Documental
- Arthur Tress - Creación en Bellas Artes
- Jessica Lange - Premio a la Doble Exposición
- Brigitte Lacombe - Creación en Viajes y Retrato

### 2013
- Li Zhensheng - Creación en Documental
- Victor Skrebneski - Creación en Moda
- John H. White - Creación en Fotoperiodismo
- Lisa Kristine - Premio humanitario
- Benedikt Taschen - Premio al visionario

### 2014
- Carrie Mae Weems - Creación en Bellas Artes
- Martin Parr - Creación en Documental
- Jane Bown - Reconocimiento al trabajo de una vida
- Huynh Cong Ut - Creación en Fotoperiodismo
- Nan Goldin - Creación en Retrato
- Pedro Meyer - Premio al visionario

### 2015
- George Tice - Reconocimiento al trabajo de una vida
- Danny Lyon - Creación en Documental
- Stephanie Sinclair - Premio humanitario
- Jerry Uelsmann - Creación en Bellas Artes[11][12]
- David Hume Kennerly - Creación en Fotoperiodismo[13]
- Roxanne Lowit - Creación en Moda
- Henry Diltz - Creación en Música
- Barton Silverman - Creación en Deportes[14]

### 2016
- Anthony Hernandez - Creación en Bellas Artes
- Tsuneko Sasamoto - Reconocimiento al trabajo de una vida
- Don McCullin - Creación en Fotoperiodismo
- Rosalind Fox Solomon - Creación en Retrato
- Graham Nash - Premio a la Doble Exposición
- Nathan Lyons - Premio al visionario
- Simon Bruty - Creación en Deportes
- Photo Elysée - Premio destacado

### 2017
- Art Shay - Reconocimiento al trabajo de una vida
- Larry Fink - Creación en Documental
- Josephine Herrick - Premio humanitario
- Abelardo Morell - Creación en Bellas Artes
- Steve Schapiro - Creación en Fotoperiodismo
- Dominique Issermann - Creación en Moda
- Judith Joy Ross - Creación en Retrato

### 2018
- Lee Friedlander - Reconocimiento al trabajo de una vida
- Jane Evelyn Atwood - Creación en Documental
- Shahidul Alam - Premio humanitario
- Raghu Rai - Creación en Fotoperiodismo
- Gian Paolo Barbieri - Creación en Moda
- Joyce Tenneson - Creación en Retrato
- Camera Club de Filipinas - Premio destacado
- Co Rentmeester - Creación en Deportes
- John Moore - Premio Impacto Inaugural
- Mohammad Rakibul Hasan - Descubrimiento del año

### 2019
- Jay Maisel - Reconocimiento al trabajo de una vida
- Stephen Shore - Creación en Bellas Artes[15]
- Edward Burtynsky - Creación en Documental
- Zanele Muholi - Premio humanitario[16]
- Maggie Steber - Creación en Fotoperiodismo
- Ellen von Unwerth - Creación en Moda
- Annie Leibovitz - Creación en Retrato
- Encuentros de Arlés - Premio destacado
- Al Bello -  Creación en Deportes
- Tyler Hicks - Premio Impacto

### 2020
Con motivo de la pandemia de COVID-19 la gala no se realizó y se trasladó al 19 de octubre de 2021.

### 2021
- Peter Magubane - Reconocimiento al trabajo de una vida
- Paul Caponigro - Creación en Bellas Artes
- David Hurn - Creación en Documental
- Joel Sartore - Premio humanitario
- Jean Pierre Lafon - Creación en Fotoperiodismo
- Pamela Hason - Creación en Moda
- Lynn Goldsmith - Creación en Retrato
- Steven Sasson - Premio destacado
- Bob Martin -  Creación en Deportes

### 2022
- Robert Adams – Reconocimiento al trabajo de una vida[18]
- Sally Mann – Creación en Bellas Artes
- Lynn Johnson – Creación en Documental
- Ami Vitale – Premio humanitario
- Michelle V. Agins – Creación en Fotoperiodismo
- Manuel Outumuro – Creación en Moda
- Kwame Brathwaite – Creación en Retrato
- Tony Duffy – Creación en Deportes
- Koto Bolofo – Creación en Publicidad
- Candida Höfer – Creación en Arquitectura
- Baxter St at the Camera Club of New York – Premio destacado

### 2023
- Raymond Depardon – Reconocimiento al trabajo de una vida
- Jo Ann Callis – Creación en Bellas Artes
- Jamel Shabazz – Creación en Documental
- Paul Nicklen y Cristina Mittermeier – Premio humanitario
- Carol Guzy – Creación en Fotoperiodismo
- David LaChapelle – Creación en Moda
- Ming Smith – Creación en Retrato
- Donald Miralle – Creación en Deportes
- Firooz Zahedi – Creación en Entretenimiento
- Antwaun Sargent – Premio destacado
- Balam – Contenido fotográfico del año